# 瓶岩村
瓶岩村（かめいわむら）は、高知県長岡郡にあった村。現在の南国市の北東端にあたる。

## 地理
- 河川：領石川

## 歴史
- 1889年（明治22年）4月1日 - 町村制の施行により、樫谷村・穴内村・四手藤村・成相村・宍崎村・天行寺村・戸山村・才谷村・亀岩村の区域をもって発足。旧四手藤村の一部に大字北滝本を設置。
- 1904年（明治37年）4月 - 大字樫谷・穴内・繁藤・北滝本が天坪村に編入。
- 1956年（昭和31年）9月30日 - 後免町・上倉村・久礼田村・国府村・長岡村と合併し、改めて後免町が発足。同日瓶岩村廃止。

## 交通

### 道路
- 国道32号

現在は旧村域を高知自動車道が通過するが、当時は未開通。